# Muiris mac Muirchertach MacMurrough-Kavanagh
Muiris mac Muirchertach MacMurrough-Kavanagh en irlandais Muiris mac Muircheartaigh mac Murchadha  (mort en 1314) est de facto le chef du clan MacMurrough et des irlandais du Leinster.

## Origine
Muiris est le fils et héritier de Muirchertach mac Domnaill MacMurrough-Kavanagh assassiné le 21 juillet 1282.

## Règne
Après le meurtre simultané de son père et de son oncle Art mac Domnaill à Arklow en juillet 1282, Muiris apparaît progressivement comme le principal représentant des MacMurrough de l'est du Leinster dans un contexte de paix avec le gouvernement de Dublin. Il devient de facto le chef de la dynastie vers 1295 mais seule une « Liste de Rois » incluse dans le « Livre de Ballymote » composé vers 1400 lui reconnait le titre royal.   
A cette époque il commence les hostilités contre les anglais mettant à profit la conjonction de divers facteurs: des conditions métrologiques très défavorables au déploiement des chevaliers anglais, le commencement de la faide qui oppose Thomas FitzMaurice, seigneur de Decies de la famille FitzGerald et William de Vescy seigneur de Kildare  et les succès enregistrés par les rebelles irlandais d'Offaly. Il réussit à conclure une alliance avec Murchad O' Byrne (mort en 1338) et Fáelan O'Toole (mort après 1308). Le conflit se termine le 19 juillet 1295 lorsque  Muiris rencontre Thomas FitzGerald  Lord justicier en 1295 à Castelkevin dans les Montagnes de Wicklow et fait sa soumission il est reconnu de facto comme le chef des irlandais du Leinster et doit fournir des otages pour garantir la loyauté de ses alliés. Toutefois en 1301 Muiris, les O'Toole et les O'Byrne réunis incendient des châteaux dans le comté de Wicklow et celui de Rathdown mais Muiris est incapable de protéger les domaines de ses vassaux dans le comté de Wiklow qui sont pillés par les Anglais lors de représailles qui maintiennent les Irlandais en paix jusqu'en 1305.
En 1305 quatre de ses parents sont tués à Ferns par des anglais malgré les sauf conduits qu leur avaient été accordés. Pour contenir la colère de Muiris le Lord justicier John Wogan  demande au sénéchal de Wexford un certain Sutton de diligenter une enquête. Ce dernier tergiverse et Muiris comprend rapidement qu'il a partie liée avec les meurtriers et laisse ses hommes assassiner le sénéchal avant la fin de la même année.  Muiris reprend le combat en 1307 mais il doit faire face à la défection de Murchad O'Byrne et de ses alliés irlandais qui n'hésitent pas à attaquer les domaines des Mac-Murrough mettant ainsi un terme à leur vassalité. Muiris est contraint de se tourner vers le gouvernement de Dublin qui lui accorde le manoir de Courtow et une pension annuelle de 40 marks en échange de son aide contre la famille O'Byrne. Malgré leur échec en 1313 face au Justicier par intérim Edmund Butler  ces derniers demeurent la plus puissante famille irlandaise du Leinster pendant que Muiris reçoit une allocation de 76 Livres pour les avoir combattus. Il meurt sans doute à la fin de 1314.

## Postérité
Muiris laisse un fils 
- Muircheartach mac Muiris (mort en 1354)

## Sources
- (en) Dictionary of Irish Biography : Emmett O'Byrne MacMurrough (Mac Murchadha), Muiris
- (en) T.W Moody, F.X. Martin et F.J. Byrne, A New History of Ireland IX Maps, Genealogies, Lists. A companion to Irish History part II, Oxford, Oxford University Press, 2011, 690 p. (ISBN 978-0-19-959306-4).